# Saint-Sauveur-de-Montagut
Saint-Sauveur-de-Montagut è un comune francese di 1 187 abitanti situato nel dipartimento dell'Ardèche della regione dell'Alvernia-Rodano-Alpi.

## Società

### Evoluzione demografica
Abitanti censiti